# Marathon van Madrid 1999
De marathon van Madrid 1999 werd gelopen op zondag 25 april 1999. Het was de 22e editie van deze marathon.
De Keniaan Thomas Magut zegevierde bij de mannen in 2:17.45. Bij de vrouwen was zijn landgenote Irene Kipkorir het sterkst. Zij won de wedstrijd in 2:45.40.

## Uitslagen

### Mannen
| rang   | naam                 | land | tijd    |
| ------ | -------------------- | ---- | ------- |
| Goud   | Thomas Magut         | KEN  | 2:17.45 |
| Zilver | Jesus de Grado       | ESP  | 2:18.04 |
| Brons  | Samuel Tangus        | KEN  | 2:18.16 |
| 4      | Valeriy Zolotkov     | RUS  | 2:19.07 |
| 5      | Viktor Zhdanov       | RUS  | 2:19.28 |
| 6      | Iran Ramon Trutie    | CUB  | 2:20.17 |
| 7      | Peter Kipkoech       | KEN  | 2:23.14 |
| 8      | Fekadu Bekele        | ETH  | 2:23.26 |
| 9      | Jose-Maria Rosello   | ESP  | 2:24.05 |
| 10     | Jose-Maria Fernandez | ESP  | 2:25.22 |
| 12     | Benito Ojeda         | ESP  | 2:26.26 |
| 13     | Ramiro Matamoros     | ESP  | 2:26.43 |

### Vrouwen
| rang   | naam            | land | tijd    |
| ------ | --------------- | ---- | ------- |
| Goud   | Irene Kipkorir  | KEN  | 2:45.40 |
| Zilver | Sergia Martinez | CUB  | 2:47.33 |

1978 ·
1979 ·
1980 ·
1981 ·
1982 ·
1983 ·
1984 ·
1985 ·
1986 ·
1987 ·
1988 ·
1989 ·
1990 ·
1991 ·
1992 ·
1993 ·
1994 ·
1995 ·
1996 ·
1997 ·
1998 ·
1999 ·
2000 ·
2001 ·
2002 ·
2003 ·
2004 ·
2005 ·
2006 ·
2007 ·
2008 ·
2009 ·
2010 ·
2011 ·
2012 ·
2013 ·
2014 ·
2015 ·
2016 ·
2017